# Богодухова, Валентина Ивановна
Валентина Ивановна Богодухова (08.04.1926 — 03.03.1996) — бригадир совхоза «Агроном» Динского района Краснодарского края. Герой Социалистического Труда (30.04.1966).

## Биография
Родилась 8 апреля 1926 года в городе Краснодар Северо-Кавказского (ныне – Краснодарского) края. Русская.
После окончания Великой Отечественной войны в 1945 году поступила в фельдшерско-акушерскую школу, по окончании которой работала лаборантом в Краснодаре. В 1948 году поступила в сельскохозяйственную школу садоводов в станице Пашковская, после её окончания с 1951 года работала весовщиком в совхозе № 58 Азовско-Черноморского «Садвинтреста», позже – совхоз «Агроном» Пластуновского (с мая 1961 года – Динского) района.
В дальнейшем возглавила бригаду совхозного отделения № 1, которая специализировалась на выращивании яблок и груш. С приходом в мае 1962 года директором совхоза М. П. Братчиковой в отделении была проведена большая работа по замене высокорослых яблонь на низкорослые отечественные сорта «Джонатан», «Делишес», «Семиренко», которые начали плодоносить уже на 3–5-й годы. В 1964 году совхоз «Агроном» успешно выполнил сельхозплан, а в следующем, 1965 году получил небывало высокий урожай плодов. Большая заслуга в этом принадлежала труженикам бригады В. И. Богодуховой. 
Указом Президиума Верховного Совета СССР 30 апреля 1966 года за успехи, достигнутые в увеличении производства и заготовок картофеля, овощей, плодов и винограда, Богодуховой Валентине Ивановне присвоено звание Героя Социалистического Труда с вручением ордена Ленина и золотой медали «Серп и Молот». 
И в дальнейшем на протяжении 5 лет хозяйство ежегодно увеличивало производство, заготовку плодов и другой сельскохозяйственной продукции. Так, за годы 8-й пятилетки средняя урожайность плодов в 1971 году составила 100 ц/га, в 1972 году – 117 ц/га, в 1973 году – 135,5 ц/га. 
В последующие годы её бригада продолжала собирать высокие урожаи плодов. Продукция динского «Агронома», ставшего одним из лучших на Кубани плодовых хозяйств, отправлялась во многие промышленные центры Советского Союза и Монголию. Совхоз посещали многочисленные делегации со всех уголков нашей страны, ряда социалистических и капиталистических стран, интересовавшихся высокой урожайностью фруктов в бригаде В. И. Богодуховой.
Избиралась депутатом Верховного Совета РСФСР 7-го созыва (1967-1971).

Заслуженный работник сельского хозяйства Кубани (09.01.1996).
Проживала в посёлке Агроном Динского района.

## Награды
- Медаль «Серп и Молот» (30.06.1966);
- Орден Ленина (30.06.1966).

- Медаль «В ознаменование 100-летия со дня рождения Владимира Ильича Ленина» (6 апреля 1970)
- Медаль «Ветеран труда»

- и другими
- Отмечена грамотами и дипломами.

## Память

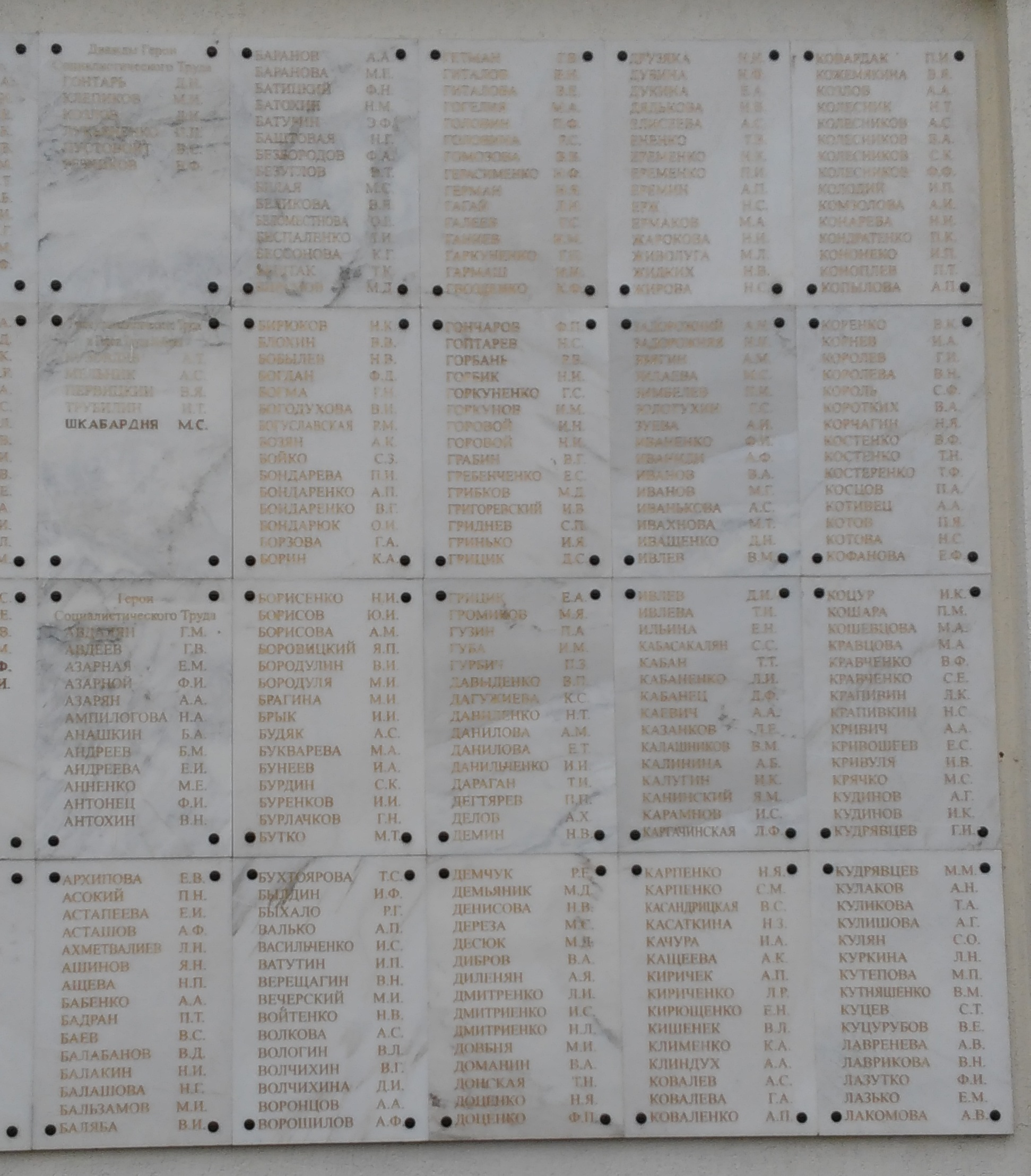
Мемориальная доска с именами Героев Социалистического Труда Кубани и Адыгеи. Краснодар 2017

- Имя Героя золотыми буквами вписано на мемориальной доске в Краснодаре.